# Alice Armstrong
Alice H. Armstrong (8 de diciembre de 1897-22 de enero de 1989) fue una física estadounidense conocida como una de las primeras científicas de la Oficina Nacional de Estándares y como la primera mujer en obtener un doctorado en física por la Universidad de Harvard. Fue elegida miembro de la Sociedad Estadounidense de Física en 1931.

## Primeros años
Creció en Waltham, Massachusetts y asistió a una escuela rural hasta que ingresó a Waltham High School, donde estudió latín, alemán y francés. Su madre esperaba que asistiera a Smith College en Northampton, Massachusetts, pero eligió Wellesley College después de visitarlo con una amiga. En Wellesley, originalmente tenía la intención de especializarse en francés y alemán, pero tomó un curso de física por consejo de su medio hermano mayor, un ingeniero, y luego obtuvo una licenciatura en física con especialización en química. Se graduó en Wellesley en 1919.

### Estudios de postgrado

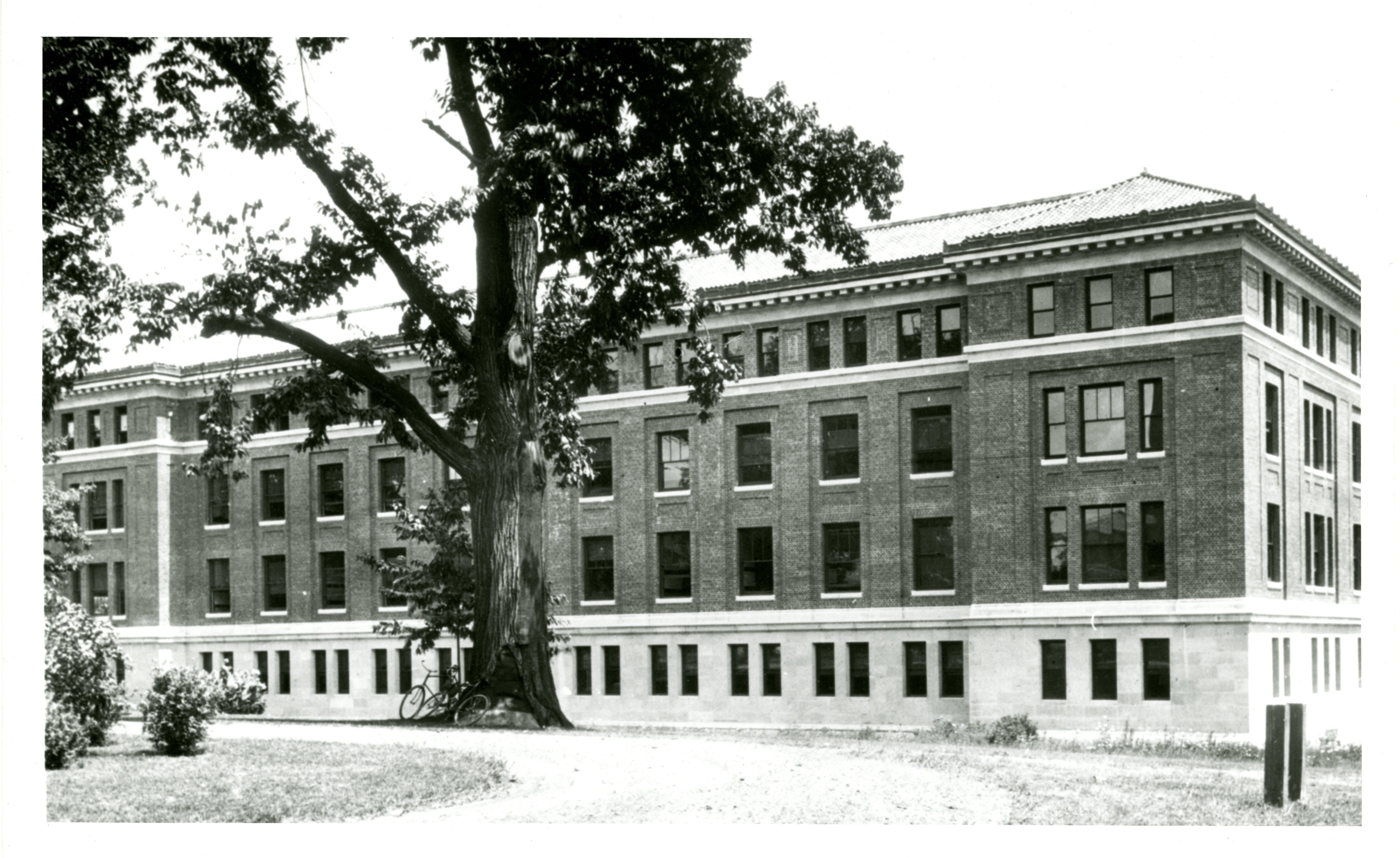
Armstrong trabajó en este edificio de la Oficina Nacional de Normas, que se dedicaba enteramente al trabajo en electricidad, fotometría, radio, rayos X y radiocomunicaciones.

Desarrolló un interés por la radiactividad durante su estancia en Wellesley. Después de graduarse en 1919, aceptó un trabajo en la Oficina Nacional de Normas. Comenzó a trabajar comprobando los relojes con esfera de radio utilizados por el ejército y luego fue transferida a la sección de radio como asistente física. "Entonces", recordó Armstrong más tarde, "después de sólo unos meses, me encontré más o menos a cargo de certificar todo el radio vendido en los Estados Unidos".
Después de tres años en la Oficina de Normas, en 1922, asistió al Radcliffe College para realizar estudios de posgrado. Experimentó discriminación por parte de algunos de los profesores, incluida la prohibición de asistir a algunas clases. Obtuvo su maestría en 1923 y comenzó a realizar espectroscopia de rayos X con William Duane.
Mientras trabajaba con Duane en sus estudios de posgrado, un accidente de laboratorio expuso a Armstrong a media dosis letal de radiación de rayos X., por lo que estuvo enferma durante un año y medio. Comenzó a trabajar a tiempo parcial en Wellesley College en el año académico 1925-26, y luego, de 1927 a 1929, trabajó en el Instituto Rockefeller de Investigación Médica como asistente de investigación en biofísica.
En 1929, regresó a Harvard y continuó su trabajo en rayos X, además de trabajar para la Comisión del Cáncer de Harvard en el Hospital Huntington de Boston. Recibió su doctorado en 1930, con una tesis titulada, Las intensidades relativas de algunas líneas en el espectro de rayos X. Fue la primera mujer en obtener un doctorado en física por la Universidad de Harvard, aunque, debido a la disposición de la universidad para estudiantes mujeres, el título se otorgó a través del Radcliffe College.

## Carrera
Después de obtener su doctorado, regresó a Wellesley, donde trabajó como profesora asistente de física. Fue ascendida a profesora asociada en 1936. En 1945, se convirtió en profesora Louise Sherwood McDowell en Wellesley y de 1945 a 1950 se desempeñó como jefa de departamento.
Durante la Segunda Guerra Mundial, tomó dos licencias de Wellesley. Durante sus licencias trabajó en acústica en la Universidad de California en Los Ángeles y en el Laboratorio de Sonido Subacuático de la Universidad de Harvard como investigadora asociada especial.
Mientras estaba en Wellesley en 1950, se tomó un año sabático para trabajar en el Laboratorio Nacional de Los Álamos. Aunque regresó a Wellesley en 1952, se retiró de la universidad sólo un año después para trabajar como miembro permanente del personal en Los Alamos. Fue nombrada líder adjunta de grupo en la división de física en 1957. En 1958, ella y su colega Glenn Frye obtuvieron algunas de las primeras pruebas de la aniquilación de antiprotones con nucleones en una emulsión nuclear.
Tras su retiro de Los Álamos en 1964, trabajó en el Programa Satélite Vela. Estudió el flujo y la energía de los protones en el cinturón de radiación inferior de Van Allen.
Durante su carrera, estuvo activa en la Sociedad Estadounidense de Física. Fue elegida miembro de la sociedad en 1931. En 1942, ocupó el cargo de secretaria-tesorera de la sección de Nueva Inglaterra de dicha sociedad.
Falleció el 22 de enero de 1989. Dejó 10.000 dólares en su testamento a la Universidad de Nuevo México para establecer una beca para estudiantes que quisieran dedicarse a la enseñanza de ciencias en dicho estado.